# Myiopagis flavivertex
A Myiopagis flavivertex a madarak (Aves) osztályának verébalakúak (Passeriformes) rendjébe és a királygébicsfélék (Tyrannidae) családjába tartozó faj.

## Rendszerezése
A fajt Philip Lutley Sclater angol ornitológus írta le 1887-ben, az Elainea nembe Elainea flavivertex néven.

## Előfordulása
Dél-Amerika északi részén, Brazília, Francia Guyana, Ecuador, Guyana, Suriname, Peru és Venezuela területén honos. Természetes élőhelyei a szubtrópusi és trópusi mocsári erdők. Állandó, nem vonuló faj.

## Megjelenése
Testhossza 13 centiméter.

## Életmódja
Rovarokkal táplálkozik, egyedül, vagy párban.